# Mei 2017
Dit artikel geeft een chronologisch overzicht van de belangrijkste gebeurtenissen per dag van de maand mei in het jaar 2017.

## Gebeurtenissen

### 1 mei
- Mark Selby wint het WK snooker voor de derde keer in zijn carrière. In de finale is hij met 18-15 te sterk voor de Schotse oud-kampioen John Higgins.

### 3 mei
- Bij een zelfmoordaanslag op een NAVO-konvooi in de Afghaanse hoofdstad Kabul vallen zeker acht doden.[1]

### 7 mei
- De sociaal-liberaal Emmanuel Macron verslaat Front Nationaal-leider Marine Le Pen in de tweede verkiezingsronde en wordt de nieuwe president van Frankrijk.[2]

### 8 mei
- Canada kampt met de ergste overstromingen in decennia.[3] In het noorden van de stad Montreal zijn drie dijken doorgebroken. Vanwege het natuurgeweld roept de Canadese regering de noodtoestand uit in grote delen van het land.
- Gemini, het momenteel grootste windmolenpark voor de Nederlandse kust, wordt officieel geopend.

### 9 mei
- De liberale politicus Moon Jae-in wint de presidentsverkiezingen in Zuid-Korea. Hij volgt hiermee de afgezette president Park op.[4]

### 11 mei
- Het Hof van Justitie van Suriname besluit dat het proces over de Decembermoorden doorgaat.[5]

### 12 mei
- Bij een zelfmoordaanslag op een konvooi met leden van de Pakistaanse senaat in de stad Mastung vallen zeker 25 doden. Terreurgroep IS eist de verantwoordelijkheid voor de aanslag op.[6]
- De Braziliaanse regering heft de noodtoestand die was uitgeroepen vanwege het zikavirus op.[7]
- Er vinden wereldwijde cyberaanvallen met ransomware WannaCry plaats.[8] De aanval legde computersystemen in zeker 150 landen plat.[9]

### 13 mei
- De Portugese fado-zanger Salvador Sobral wint met het lied Amor pelos dois het Eurovisie Songfestival. Hiermee is de eerste keer dat Portugal het songfestival wint.[10]
- Egyptische archeologen ontdekken een nieuwe necropolis.[11]
- Bij een busongeluk in Turkije vallen zeker twintig doden.[12]

### 14 mei
- De Nederlandse voetbalclub Feyenoord wint het Eredivisieduel tegen Heracles Almelo en verovert hiermee na achttien jaar de landstitel.[13]

### 15 mei
- De onderhandelingen tussen de verkiezingswinnaars VVD, D66, CDA en GroenLinks over de vorming van een nieuw Nederlands kabinet lopen stuk op het dossier migratie.[14]

### 16 mei
- In Oostenrijk vinden er op 15 oktober vervroegde parlementsverkiezingen plaats vanwege het uiteenvallen van de coalitie tussen de sociaaldemocratische SPÖ en de christendemocratische ÖVP.[15]
- Judoka Kim Polling gaat voor de tweede keer binnen drie maanden onder het mes. De drievoudig Europees kampioene ondergaat in Amsterdam een ingreep aan een knie.

### 17 mei
- Het Europees Parlement start een artikel 7-procedure tegen EU-lidstaat Hongarije wegens het schenden van de rechtsstaat.[16]
- De Amerikaanse militair en Wikileaks-klokkenluider Chelsea Manning wordt vervroegd vrijgelaten nadat haar gevangenisstraf is kwijtgescholden door een besluit van voormalig president Obama.[17]
- Het Bestuurscollege van Bonaire valt opnieuw omdat de leider van de Boneriaanse Volksbeweging de stekker uit de coalitie heeft getrokken.[18]

### 18 mei
- Het Braziliaanse Hooggerechtshof geeft groen licht voor de start van een impeachment-procedure tegen de zittende president Michel Temer.[19]
- Het Amerikaanse ministerie van Justitie benoemt oud-FBI-directeur Robert Mueller als speciaal aanklager voor het onderzoek naar mogelijke inmenging van Rusland bij de presidentsverkiezingen in de Verenigde Staten.[20]

### 19 mei
- Het Zweedse Openbaar Ministerie staakt het strafonderzoek wegens verkrachting tegen WikiLeaks-oprichter Julian Assange.[21]
- In Iran gaan de stembussen open voor de presidentsverkiezing, waarin de zittende president Hassan Rohani het onder andere opneemt tegen de conservatieve geestelijke Ebrahim Raisi.[22]

### 20 mei
- Bij gevechten tussen christelijke en islamitische milities in de Centraal-Afrikaanse Republiek vallen zeker 22 doden.[23]

### 21 mei
- Bij aanvallen door terreurgroep Taliban op controleposten in Afghanistan komen zeker twintig politieagenten om het leven.[24]
- In de Spaanse hoofdstad Madrid nemen duizenden mensen deel aan een demonstratie tegen premier Rajoy en de corruptie binnen de Spaanse overheid.[25]
- Het derde seizoen van Twin Peaks gaat van start.[26]

### 22 mei
- Bij een zelfmoordaanslag tijdens een concert van de Amerikaanse zangeres Ariana Grande in de Manchester Arena komen meer dan twintig mensen om het leven.[27] Terreurgroep IS eist de verantwoordelijkheid op.[28] (Lees verder)
- In onder meer de Braziliaanse steden Rio de Janeiro, São Paulo, Recife en Belo Horizonte nemen duizenden mensen deel aan protestmarsen tegen president Michel Temer.[29]

### 24 mei
- Bij een dubbele zelfmoordaanslag in de Indonesische hoofdstad Jakarta komen drie politieagenten om het leven.[30]

### 25 mei
- De Egyptische overheid blokkeert de toegang tot 21 websites, waaronder die van de Arabische nieuwszender Al Jazeera, vanwege banden met terrorisme.[31]

### 28 mei
- Tom Dumoulin wint, als eerste Nederlandse wielrenner in de geschiedenis, de Ronde van Italië. Na Jan Janssen en Joop Zoetemelk is hij de derde Nederlandse winnaar van een Grote Ronde.

### 29 mei
- Op Curaçao wordt de nieuwe regering, die bij de verkiezingen in april werd gekozen, beëdigd.[32]

### 30 mei
- In Bagdad worden kort na elkaar twee bomaanslagen gepleegd, waarbij bij elkaar zeker 20 doden vallen. Beide aanslagen worden opgeëist door IS.[33]

### 31 mei
- In de Afghaanse hoofdstad Kabul ontploft een zware autobom in een wijk waar veel ambassades zijn gevestigd. Er vallen zeker 150 doden en 400 gewonden. Tot kilometers in de omtrek is er schade.[34]

## Overleden
← · januari · februari · maart · april · mei · juni · juli · augustus · september · oktober · november · december ·  →